# Peder Jensen Hegelund
Peder Jensen Hegelund, född 9 juni 1542 i Ribe, död 18 februari 1614, var en dansk teolog, biskop i Ribe. 

## Biografi
Som student i Köpenhamn bodde han två år i Niels Hemmingsens hus. Han blev sedan lärare i Wittenberg 1568, rektor vid Ribe Latinskole och 1588 biskop i Ribe. Som psalmförfattare är han representerad i danska psalmböcker från 1586 och i Psalmebog for Kirke og Hjem. Hans psalm "Med sorgen og klagen hold måde" (översättning 1586 av Aurelius Prudentius latinska text "Iam moesta quiesce querela") används ännu i både danska och svenska psalmböckerna ("Låt gråten och klagan få stillna"). Hegelund var gift tre gånger och fick med sina fruar 17 barn.